# Survivor Series (1997)
Survivor Series 1997 est le onzième Survivor Series, pay-per-view annuel de catch produit par la World Wrestling Federation. Il s'est déroulé le 9 novembre 1997 au Centre Molson de Montréal, Québec. Le fameux Montréal Screwjob s'est déroulé lors de cet évènement.

## Résultats
- (4 contre 4) Survivor Series match: The New Age Outlaws (Billy Gunn et Road Dogg) et The Godwinns (Henry et Phineas) def. The Headbangers (Mosh et Thrasher) et The New Blackjacks (Blackjack Windham & Blackjack Bradshaw) (15:25)

| Élimination # | Catcheur                                 | Équipe                                   | Éliminé par                              | Manière                                  | Temps                                    |
| ------------- | ---------------------------------------- | ---------------------------------------- | ---------------------------------------- | ---------------------------------------- | ---------------------------------------- |
| 1             | Henry Godwinn                            | Godwinns & Outlaws                       | Bradshaw                                 | Abdominal Stretch Pin                    | 3:52                                     |
| 2             | Barry Windham                            | Headbangers & Blackjacks                 | Phineas Godwinn                          | Tombé après une Clothesline              | 5:14                                     |
| 3             | Mosh                                     | Headbangers & Blackjacks                 | Billy Gunn                               | Tombé après un Reversed Bulldog          | 8:42                                     |
| 4             | Phineas Godwinn                          | Godwinns & Outlaws                       | Thrasher                                 | Tombé après un Stagedive                 | 12:38                                    |
| 5             | Bradshaw                                 | Headbangers & Blackjacks                 | Road Dogg                                | Tombé sur un School Boy                  | 13:44                                    |
| 6             | Thrasher                                 | Headbangers & Blackjacks                 | Billy Gunn                               | Tombé après un Guillotine Leg Drop       | 15:25                                    |
| Survivants:   | Road Dogg & Billy Gunn (New Age Outlaws) | Road Dogg & Billy Gunn (New Age Outlaws) | Road Dogg & Billy Gunn (New Age Outlaws) | Road Dogg & Billy Gunn (New Age Outlaws) | Road Dogg & Billy Gunn (New Age Outlaws) |
- (4 contre 4) Survivor Series match: The Truth Commission (The Jackyl, The Interrogator, Sniper, et Recon) def. The Disciples of Apocalypse (Crush, Chainz, 8-Ball, et Skull) (9:59)

| Élimination # | Catcheur                            | Équipe                              | Éliminé par                         | Manière                             | Temps                               |
| ------------- | ----------------------------------- | ----------------------------------- | ----------------------------------- | ----------------------------------- | ----------------------------------- |
| 1             | Chainz                              | D.O.A.                              | The Interrogator                    | Tombé après un Sidewalk Slam        | 1:18                                |
| 2             | The Jackal                          | Truth Commission                    | Skull                               | Tombé après un Sidewalk Slam        | 2:50                                |
| 3             | Recon                               | Truth Commission                    | 8-Ball                              | Tombé après une Running Clothesline | 5:18                                |
| 4             | Skull                               | D.O.A.                              | Sniper                              | Tombé après un Bulldog              | 6:30                                |
| 5             | 8-Ball                              | D.O.A.                              | The Interrogator                    | Tombé après un Sidewalk Slam        | 8:50                                |
| 6             | Sniper                              | Truth Commission                    | Crush                               | Tombé après un Powerslam            | 9:46                                |
| 7             | Crush                               | D.O.A.                              | The Interrogator                    | Tombé après un Sidewalk Slam        | 9:59                                |
| Survivant:    | The Interrogator (Truth Commission) | The Interrogator (Truth Commission) | The Interrogator (Truth Commission) | The Interrogator (Truth Commission) | The Interrogator (Truth Commission) |
- (4 contre 4) Survivor Series match: Team Canada (The British Bulldog, Jim Neidhart, Doug Furnas et Phil Lafon) def. Team USA (Vader, Goldust, Marc Mero et Steve Blackman) (17:05)

| Élimination # | Catcheur                      | Équipe                        | Éliminé par                   | Manière                                                                             | Temps                         |
| ------------- | ----------------------------- | ----------------------------- | ----------------------------- | ----------------------------------------------------------------------------------- | ----------------------------- |
| 1             | Steve Blackman                | Team USA                      | Personne                      | Décompte à l'extérieur après une bagarre avec Furnas et Lafon à l'extérieur du ring | 5:16                          |
| 2             | Jim Neidhart                  | Team Canada                   | Vader                         | Tombé après un Big Splash                                                           | 6:53                          |
| 3             | Phil Lafon                    | Team Canada                   | Vader                         | Tombé après un Splash de la deuxième corde                                          | 8:28                          |
| 4             | Marc Mero                     | Team USA                      | Doug Furnas                   | Tombé après un Roll-Up                                                              | 11:18                         |
| 5             | Goldust                       | Team USA                      | Personne                      | Décompte à l'extérieur                                                              | 16:26                         |
| 6             | Doug Furnas                   | Team Canada                   | Vader                         | Tombé après un Vader Bomb                                                           | 16:54                         |
| 7             | Vader                         | Team USA                      | British Bulldog               | Tombé après avoir frappé Vader avec la cloche                                       | 17:05                         |
| Survivant:    | British Bulldog (Team Canada) | British Bulldog (Team Canada) | British Bulldog (Team Canada) | British Bulldog (Team Canada)                                                       | British Bulldog (Team Canada) |
- - La Team USA venait avec la future chanson de Kurt Angle lors de son arrivée à la WWF.
- Kane (w/Paul Bearer) def. Mankind (9:27) 
  - Kane a effectué le tombé sur Mankind après un Tombstone Piledriver.
- (4 contre 4) Survivor Series match: The Road Warriors (Hawk, Animal, Ahmed Johnson et Ken Shamrock) def. The Nation of Domination (The Rock, Faarooq, Kama Mustafa & D'Lo Brown) (20:28)

| Élimination # | Catcheur                      | Équipe                        | Éliminé par                   | Manière                                                 | Temps                         |
| ------------- | ----------------------------- | ----------------------------- | ----------------------------- | ------------------------------------------------------- | ----------------------------- |
| 1             | Hawk                          | Road Warriors                 | The Rock                      | Tombé après un Rock Bottom                              | 2:09                          |
| 2             | Faarooq                       | Nation of Domination          | Ahmed Johnson                 | Tombé après un Pearl River Plunge                       | 4:53                          |
| 3             | Ahmed Johnson                 | Road Warriors                 | The Rock                      | Tombé après que Faarooq ait retenu les pieds de Johnson | 6:09                          |
| 4             | Kama Mustafa                  | Nation of Domination          | Animal                        | Tombé sur un School Boy                                 | 10:44                         |
| 5             | Animal                        | Legion of Doom                | Personne                      | Décompte à l'extérieur                                  | 14:12                         |
| 6             | D'Lo Brown                    | Nation of Domination          | Ken Shamrock                  | Soumission sur un Ankle Lock                            | 16:54                         |
| 7             | The Rock                      | Nation of Domination          | Ken Shamrock                  | Soumission sur un Ankle Lock                            | 20:28                         |
| Survivant :   | Ken Shamrock (Legion Of Doom) | Ken Shamrock (Legion Of Doom) | Ken Shamrock (Legion Of Doom) | Ken Shamrock (Legion Of Doom)                           | Ken Shamrock (Legion Of Doom) |
- Steve Austin def. Owen Hart pour remporter le WWF Intercontinental Championship (4:03)
  - Austin a effectué le tombé sur Owen après un Stunner.
- Bret Hart Vs. Shawn Michaels pour le WWF Championship (12:19)
  - Pendant que Michaels portait la prise de finition, le Sharpshooter sur Bret, Vince McMahon a ordonné à l'arbitre Earl Hebner (hors keyfabe) de sonner la cloche pour la victoire de Michaels sans que Bret n'ait abandonné. Scénaristiquement, Shawn Michaels est déclaré vainqueur et nouveau champion mais en réalité, il n'en était rien vu que Bret n'avait pas abandonné et était même en train de renverser la prise juste avant que la cloche sonne.
  - Cet incident n'avait rien de scénarisé (keyfabe) et était plus tard référé comme le « Montréal Screwjob ».